# Renata Voráčová
Renata Voráčová (Zlín, 6 d'octubre de 1983) és una tennista txeca.
En el seu palmarès consten onze títols de dobles femenins en el circuit WTA mentre que individualment només va aconseguir èxits en el circuit ITF. Aquests resultats li van permetre arribar al 74è lloc del rànquing individual (2010) i al 29è del rànquing de dobles femenins (2017).
En categoria júnior va guanyar el Roland Garros l'any 2001 en la modalitat de dobles femenins.

## Palmarès

### Dobles femenins: 21 (11−10)
| Abans de 2009                | Després de 2009         |
| ---------------------------- | ----------------------- |
| Grand Slam (0−0)             |                         |
| WTA Tour Championships (0−0) |                         |
| Tier I (0−0)                 | Premier Mandatory (0−0) |
| Tier II (0−0)                | Premier 5 (0−0)         |
| Tier III (1−1)               | Premier (0−0)           |
| Tier IV i V (3−1)            | International (7−8)     |

| Títols per superfície |
| --------------------- |
| Dura (7−6)            |
| Gespa (0−0)           |
| Terra batuda (4−3)    |
| Moqueta (0−1)         |

| Resultat   | Núm. | Data                   | Torneig                     | Superfície   | Parella            | Oponents                             | Marcador          |
| ---------- | ---- | ---------------------- | --------------------------- | ------------ | ------------------ | ------------------------------------ | ----------------- |
| Guanyadora | 1.   | 4 de novembre de 2002  | Pattaya, Tailàndia          | Dura         | Kelly Liggan       | Lina Krasnoroutskaya Tatiana Panova  | 7−5, 7−6(7)       |
| Finalista  | 1.   | 30 de juliol de 2006   | Budapest, Hongria           | Dura         | Lucie Hradecká     | Janette Husárová Michaëlla Krajicek  | 6−4, 4−6, 4−6     |
| Guanyadora | 2.   | 24 de setembre de 2006 | Portorož, Eslovènia         | Dura (i)     | Lucie Hradecká     | Eva Birnerová Émilie Loit            | Renúncia          |
| Guanyadora | 3.   | 29 de juliol de 2007   | Bad Gastein, Àustria        | Terra batuda | Lucie Hradecká     | Ágnes Szávay Vladimíra Uhlířová      | 6−3, 7−5          |
| Guanyadora | 4.   | 23 de setembre de 2007 | Portorož (2)                | Dura (i)     | Lucie Hradecká     | Andreja Klepač Elena Likhovtseva     | 5−7, 6−4, [10−7]  |
| Finalista  | 2.   | 4 de novembre de 2007  | Quebec, Canadà              | Moqueta (i)  | Stéphanie Dubois   | Christina Fusano Raquel Kops-Jones   | 2−6, 6−7(6)       |
| Guanyadora | 5.   | 2 d'agost de 2009      | Istanbul, Turquia           | Dura         | Lucie Hradecká     | Julia Görges Patty Schnyder          | 2−6, 6−3, [12−10] |
| Finalista  | 3.   | 25 d'octubre de 2009   | Luxemburg, Luxemburg        | Dura (i)     | Vladimíra Uhlířová | Iveta Benešová Barbora Strýcová      | 6−1, 0−6, [7−10]  |
| Finalista  | 4.   | 1 de maig de 2010      | Fes, Marroc                 | Terra batuda | Lucie Hradecká     | Iveta Benešová A. Medina Garrigues   | 3−6, 1−6          |
| Finalista  | 5.   | 11 de juliol de 2010   | Bastad, Suècia              | Terra batuda | Barbora Strýcová   | Gisela Dulko Flavia Pennetta         | 6−7(0), 0−6       |
| Guanyadora | 6.   | 17 d'octubre de 2010   | Linz, Àustria               | Dura (i)     | Barbora Strýcová   | Květa Peschke Katarina Srebotnik     | 7−5, 7−6(6)       |
| Guanyadora | 7.   | 24 d'abril de 2011     | Fes                         | Terra batuda | Andrea Hlaváčková  | Nina Bratchikova Sandra Klemenschits | 6−3, 6−4          |
| Guanyadora | 8.   | 15 de juliol de 2012   | Palerm, Itàlia              | Terra batuda | Barbora Strýcová   | Darija Jurak Katalin Marosi          | 7−6(5), 6−4       |
| Guanyadora | 9.   | 12 d'octubre de 2014   | Osaka, Japó                 | Dura         | Shuko Aoyama       | Lara Arruabarrena Tatjana Maria      | 6−1, 6−2          |
| Finalista  | 6.   | 10 de gener de 2015    | Auckland, Nova Zelanda      | Dura         | Shuko Aoyama       | Sara Errani Roberta Vinci            | 2−6, 1−6          |
| Finalista  | 7.   | 21 de maig de 2016     | Nuremberg, Alemanya         | Terra batuda | Shuko Aoyama       | Kiki Bertens Johanna Larsson         | 3−6, 4−6          |
| Finalista  | 8.   | 1 d'octubre de 2016    | Taixkent, Uzbekistan        | Dura         | Demi Schuurs       | Raluca Olaru İpek Soylu              | 5−7, 3−6          |
| Finalista  | 9.   | 7 de gener de 2017     | Auckland (2)                | Dura         | Demi Schuurs       | Kiki Bertens Johanna Larsson         | 2−6, 2−6          |
| Guanyadora | 10.  | 6 d'agost de 2017      | Washington DC, Estats Units | Dura         | Shuko Aoyama       | Eugenie Bouchard Sloane Stephens     | 6−3, 6−2          |
| Finalista  | 10.  | 5 de gener de 2019     | Shenzhen, Xina              | Dura         | Duan Yingying      | Peng Shuai Yang Zhaoxuan             | 4−6, 3−6          |
| Guanyadora | 11.  | 28 de juliol de 2019   | Palerm (2)                  | Terra batuda | Cornelia Lister    | Ekaterine Gorgodze Arantxa Rus       | 7−6(2), 6−2       |

## Trajectòria

### Individual
| Open d'Austràlia | Q3  | Q1  | Q1  | A   | A   | 2R  | 1R  | Q1  | 1R | 1R  | A   | A   | Q3  | 1R  | 0 / 5 | 1 – 5 |
| Roland Garros | Q1  | Q3  | A   | Q2  | A   | Q3  | Q1  | Q1  | Q2 | 1R  | Q1  | A   | Q1  | Q2  | 0 / 1 | 0 – 1 |
| Wimbledon | A   | Q1  | A   | A   | A   | Q2  | 1R  | Q2  | 1R | Q1  | A   | A   | Q1  | Q1  | 0 / 2 | 0 – 2 |
| US Open | 1R  | Q1  | A   | A   | Q2  | 1R  | Q1  | Q1  | 1R | Q1  | A   | Q1  | Q2  | Q3  | 0 / 3 | 0 – 3 |
| Rànquing a final d'any | 131 | 132 | 569 | 281 | 165 | 109 | 137 | 135 | 82 | 163 | 298 | 194 | 171 | 242 |       |       |
| Llegenda: G: Guanyadora; F: Finalista; SF: Semifinalista; QF: Quarts de final; Q: Qualificació; A: Absent; RR: Round Robin; |     |     |     |     |     |     |     |     |    |     |     |     |     |     |       |       |

### Dobles femenins
| Torneig | 2002 | 2003 | 2004 | 2005 | 2006 | 2007  | 2008 | 2009 | 2010  | 2011  | 2012 | 2013 | 2014  | 2015 | 2016  | 2017  | 2018 | 2019  | 2020 | 2021  | 2022 | Títols  | V – D   |
| --- | ---- | ---- | ---- | ---- | ---- | ----- | ---- | ---- | ----- | ----- | ---- | ---- | ----- | ---- | ----- | ----- | ---- | ----- | ---- | ----- | ---- | ------- | ------- |
| Open d'Austràlia | A    | 2R   | 1R   | A    | A    | 1R    | 1R   | 1R   | 1R    | 1R    | A    | A    | 2R    | 1R   | A     | 1R    | 1R   | A     | 2R   | 1R    | A    | 0 / 13  | 3 – 13  |
| Roland Garros | A    | 1R   | A    | 1R   | A    | 1R    | 2R   | 1R   | 1R    | 2R    | 3R   | 1R   | 2R    | 1R   | A     | 1R    | 2R   | 1R    | 1R   | 1R    | A    | 0 / 16  | 6 – 16  |
| Wimbledon | A    | 3R   | A    | A    | A    | 1R    | 1R   | 1R   | 1R    | 2R    | 1R   | 1R   | 3R    | 1R   | 1R    | SF    | 1R   | 2R    | NC   | 1R    | 1R   | 0 / 16  | 10 – 16 |
| US Open | A    | 1R   | A    | A    | A    | 1R    | 2R   | 1R   | 1R    | 1R    | 2R   | 1R   | 2R    | 1R   | 1R    | 1R    | 1R   | 1R    | A    | 2R    | A    | 0 / 15  | 4 – 15  |
| Total Victòries–Derrotes | 8−4  | 7−13 | 4−5  | 0−2  | 6−2  | 22−11 | 9−13 | 12−9 | 19−19 | 15−14 | 7−3  | 5−9  | 11−10 | 8−13 | 18−16 | 23−27 | 8−28 | 23−22 | 5−12 | 17−28 | 4−14 | 231−275 | 231−275 |
| Rànquing a final d'any | 129  | 82   | 206  | 161  | 90   | 43    | 65   | 43   | 52    | 58    | 68   | 87   | 60    | 86   | 65    | 30    | 111  | 51    | 62   | 79    | 107  |         |         |
| Llegenda: G: Guanyadora; F: Finalista; SF: Semifinalista; QF: Quarts de final; Q: Qualificació; A: Absent; RR: Round Robin; |      |      |      |      |      |       |      |      |       |       |      |      |       |      |       |       |      |       |      |       |      |         |         |

### Dobles mixts
| Open d'Austràlia | A  | 1R | A | A | A  | A | A | A  | A | A | A  | 1R | 0 / 2 | 0 – 2 |
| Roland Garros | A  | A  | A | A | A  | A | A | A  | A | A | A  | A  | 0 / 0 | 0 – 0 |
| Wimbledon | 2R | A  | A | A | 3R | A | A | 2R | A | A | 1R | 2R | 0 / 5 | 5 – 5 |
| US Open | A  | A  | A | A | A  | A | A | A  | A | A | 1R | A  | 0 / 1 | 0 – 1 |
| Llegenda: G: Guanyadora; F: Finalista; SF: Semifinalista; QF: Quarts de final; Q: Qualificació; A: Absent; RR: Round Robin; |    |    |   |   |    |   |   |    |   |   |    |    |       |       |